# تشيسكي كروملوف
تشيسكي كروملوف (بالتشيكية: Český Krumlov)‏، (بالألمانية: Krumau)‏، مدينة في مدينة في إقليم جنوب بوهيميا في جمهورية التشيك، وهي مركز مقاطعة تحمل نفس الاسم. تقع على نهر فلتافا (بالألمانية مولداو)، ويبلغ عدد سكانها 13 ألف نسمة. أدرجت بلدتها القديمة بصفة نصب ثقافي في قائمة التراث العالمي لليونسكو، وأعلنت منطقة محمية حضرية في عام 1963.
يبلغ عدد سكان البلدة 12,788 حسب تعداد العام 2021.

## الموقع الجغرافي
تقع المدينة على ضفتي نهر فلتافا (مولداو)، والتي تشكل منعطفًا في النهر، ومنه اشتُق اسم المكان الأصلي بالألمانية، حيث تعني كلمة كروماو (بالألمانية: Krumau)‏ «المجرى الملتوي»، وتقع على ارتفاع 509 أمتار فوق مستوى سطح البحر، على بعد حوالي 58 كيلومترا شمالي مدينة لينز النمساوية. يقع مركز المدينة على ضفة النهر اليمنى عند منحنى النهر، وعلى الضفة اليسرى، عند مصب الرافد بوليشنسه (بالألمانية بليترباخ)، تقع القلعة وحيّ لاتران القديم، وإلى الشمال الغربي من المدينة تقع غابة بلانسكر، وإلى الشمال منها قمة كليت (1080 مترا). للأماكن في المدينة تسميات أصلية ألمانية وحالية تشيكية، شأنها شأن سائر أماكن مقاطعة بوهيميا التي تغيرت تركيتبها الديمغرافية بعد الحرب العالمية الثانية.

## تاريخ المدينة الحديث

### ما قبل التاريخ
كانت المنطقة منذ عصر ما قبل التاريخ يمر فيها واحد من الطرق المرورية القادمة من منطقة لينتس ليصل إلى مستوطنة بشرية في تريسوف ليمتد شمالا على امتداد نهر فلتافا (مولداو). منذ 900 على الأقل كان ينثل الملح من محطات التحميل على نهر الدانوب عند لينتس عبر وادي هازلغرابن إلى بوهيميا الخالية من الملح.

### القرون الوسطى
أقيمت حوالي العام 1240قلعة على نهر فلتافا، تذكرها السجلات لأول مرة في عام 1253 حيث كان يملكها شخص يدعى فيتيكو دي كرومبينو.ووثّق اسم القلعة التشيكي «كروملوف» لأول مرة في عام 1259 مقرًا لفرع عائلة فيتيغون، أسياد كروماو، الذي انقرض مع وفاة فوك من كروماو عام 1302.
نقل الملك فاسلاف الثاني (فينتسل) ملك بوهيميا أملاك هذه العائلة إلى أسرة روزينبيرغ التي تتبع النسل الفيتيغوني نفسه، ولا يزال شعار هذه العائلة جزءًا من علم المدينة اليوم. انتقل هاينريش الأول من مقره في قلعة روزينبيرغ إلى قلعة كروماو عام 1302 واستخدمها مقرا له لعدة سنوات. ولاحقا شيج ابنه بيتر الأول القلعة العليا في العقود الأولى من القرن الرابع عشر.
هناك دلائل على وجود مستوطنة بشرية على ضفة نهر فلتافا اليمنى منذ القرن الثالث عشر، استقر فيها مستعمرون من بافاريا والنمسا، كما ذكر حي لاتران الذي يقع على ضفة النهر اليسرى لأول مرة في عام 1274. ربطت المستوطنتان بجسر في عام 1347 ووحّدتا في مدينة واحدة.
في عام 1334 حصلت عائلة روزنبرغ على موافقة الملك لتوطين عائلات يهودية، وقد شكلت هذه العائلات مستوطنة مستقلة.
ازدهرت المدينة اقتصاديا في القران الرابع عشر من خلال التوسع في الحرف اليدوية والتجارة، واستخراج خام الفضة، وموقعها على صلة مهمة بين بودوفيتسه (بودفايتس) والنمسا، ورافق ذلك بناء مؤسسات دينية.تشير وثائق من العام 1336 إلى وجود مجلس للمدينة لعام 1336، وقد شهدت تلك الفترة بناء سور جديد وتعزيز البوابات السابقة بالأبراج. في عام 1375 أسس آل روزنبرغ المباني الجديدة في حي لاتران.
بنيت كنيسة القديس فيتوس في عام 1309، ومستشفى سانت جوبست عام 1317. وفي عام 1357استقرت في المدينة راهبات المينوريت اللواتي أسسن دير دير القديس فرنسيس فيها عام 1358. وتبعهن في عام 1361 راهبات الكلاريس، وأسسن دير الذي بنى دير القديسة كلير.
تضرر دير المينوريت في النزاعات الدينية خلال حروب الهوسيين عام 1420. وفي تلك الحرب وقف النبلاء ورجال الدين في الجانب الكاثوليكي مع لوردات روزنبرغ.
انخفض عدد السكان الألمان بشكل ملحوظ في تلك الفترة، إلا أن هناك أدلة على وجود واعظ ألماني وكذلك واعظ تشيكي في عام 1439. وبعد اكتشاف الفضة في المنطقة زاد عدد السكان الألمان بفعل تدفق عمال المناجم ابتداء من العام 1473.

### عصر النهضة
تمتعت المدينة ابتداء من العام 1494 كانت المدينة تتمتع بامتيازات مدينة ملكية، وفي عام 1519 استدخلت قوانان المناجم المايسينية.
في عهد تحت الوصي فيلهلم فون روزنبرغ وسّعت القلعة وتحولت إلى قصر فاخر مثال على معمار عصر عصر النهضة. وفي عام 1584 دعا فيلهلم فون روزنبرغ اليسوعيين إلى المدينة وشيد لهم مبنى جامعي. بلغ عدد السكان في هذا الوقت حوالي 2000 ساكن في 331 منزلا.

### الحكم النمساوي
بعد وفاة آخر الحكام البوهيميين فيلهلم فون روزنبيرغ عام 1592 خلفه شقيقه الأصغر بيتر فوك الذي اضطر عام 1602 اضطر إلى بيع المدينة إلى الإمبراطور رودولف الثاني بسبب تراكم الديون عليها، ربما بسبب استنفاد مناجم الفضة في المنطقة. وهب رودلف الثاني كروماة إلى ابنه غير الشرعي يوليوس دي أوستريا لتكون مقرا لإقامته. ظلت المدينة تحت سيطرة آل هابسبورغ أثناء الانتفاضة البوهيمية، وبعد معركة الجبل الأبيض أعطى الإمبراطور فرديناند الثاني حكم كروملوف في عام 1622 إلى رئيس بلاطه، هانز أولريش فون إيغينبيرج، تقديرا لخدماته في الرابطة الكاثوليكية . بعد ذلك بعام، ارتقى إيغنبرغ إلى مرتبة أمير إمبراطوري، مما رفع كروماو إلى دوقيّة.
في حرب الثلاثين عام تعرضت المدينة أكثر من مرة للغزو والنهب، وبعد نهاية الحرب أعيد بناء الكثير من المباني المدنية والكنسية على الطراز الباروكي.
بعد وفاة آخر أبناء سلالة إيغينبيرغ عام 1719 انتقل حكم المدينة إلى عائلة شفارتسنبيرغ. بعد ذلك شرع آدم فرانز فون شوارزنبرج بعدة تجديدات وتوسعات الباروك الفييناوي، وحصل الأمير شفارتسنبيرغ على لقب دوق كروملوف مع الحق بالحياز على حرس ملكي من أربعين 40 رجلاً.
عام 1871 نقل أمراء شفارتسنبيرج مقر إقامتهم من كروماو إلى إلى قلعة فراونبرج (هلوبوكا) التي تبعد 40 كيلومترا، وتحولت قلعة كروماو إلى مركز إداري للمنطقة المحيطة. وفي منتصف القرن التاسع أصبحت مدينة كروماو بلدية ومركز قضاء منطقة كروماو، وكان فيها محكمة المقاطعة وإدارة المنطقة. مع بداية القرن العشرين تمتعت كروماو بقلعة كبيرة تقع على جرف شديد الانحدار فوق نهر فلتافا، مع كنيسة صغيرة وأرشيف ومكتبة تحتوي على 30.000 مجلد، ومجموعة لوحات فنية، وحديقة واسعة، ودير، ومدرسة ثانوية وسكن طلّاب، ومدرسة موسيقى، وكانت منطقة صناعية.

### في دولة تشيكوسلوفاكيا
بلغ عدد سكان المدينة عام 1910 الـ8662 نسمة، 7367 منهم ناطقين بالألمانية، و 1,295 بالتشيكية. بعد تفكك الإمبراطورية النمساوية وقيام تشيكوسلوفاكيا في عام 1918، كان من المقرر أن تصبح كروماو مركزًا لمنطقة «غابة بوهيميا» الذي تشكل جزءا من مقاطعة بوهيميا الألمانية التي خططت لها النمسا. ولكن في 28 أكتوبر 1918، وبعد يوم واحد من إعلان استقلال تشيكوسلوفاكيا، بدأت التوترات السياسية بين السكان الألمان والتشيك، التي قادت إلى احتلال تشيكوسلوفاكيا للمنطقة في 29 نوفمبر 1918. وفي 28 يونيو 1919 منحت المدينة رسميا إلى تشيكوسلوفاكيا وفقا لمعاهدة سان جيرمان، ولم تتناول هذه المعاهدة حقوق الأقليات.
تطور تركيبة السكان مذ مطلع القرن العشرين وحتى بداية الحرب العالمية الثانية:
| التعداد | مقيم مجموع | جنسية | جنسية | جنسية |
| عام     | مقيم مجموع | ألمان | تشيك  | آخرون |
| ------- | ---------- | ----- | ----- | ----- |
| 1900    | 8676       | 7,317 | 1.317 | -     |
| 1910    | 8662       | 7,367 | 1,295 | -     |
| 1921    | 8.226      | 5,894 | 2,043 | -     |
| 1930    | 8692       | 5956  | 2,083 | -     |
| 1939    | 8368       | -     | -     | -     |

بعد احتلال ألمانيا تشوكوسلوفاكيا واتفاقية ميونيخ عام 1938 أصبحت المدينة جزاء من النمسا العليا التابعة للرايخ الألماني، التي تغير اسمها إلى رايخسغاو الدانوب العلوي. بعد نهاية الحرب العالمية الثانية في عام 1945 عادت المنطقة إلى تشكوسلوفاكيا التي طردت غالبية السكان الألمان، وانتقل معظمهم إلى النمسا وألمانيا الغربية. استولى المستوطنون التشيك الجدد على الشقق والمحلات التجارية والشركات التي خلفها الناطقون بالألمانية، وفي عام 1948 أممت الحكومة التشيكوسلوفاكية القلعة وممتلكات أسرة شفارتسينبيرغ.

## معلم ثقافي تاريخي
في عام 1963 أعلنت البلدة القديمة محمية أثرية، مما عنى الحفاظ على نسيج المباني التاريخية، وقد مكن ذلك من إعلان المكان معلمًا ثقافيًا بعد تغير النظام في عام 1989 وإدراجه في قائمة اليونسكو للتراث العالمي في عام 1992. تبع ذلك ترميم المباني والساحات التاريخية، مما أكسب المدينة أهمية سياحية تبعها ازدهار اقتصادي.
تعتبر المدينة ونهر فلتافا/مولداو مركزا مهما لرياضة تجديف الكانو/كاياك، التي تحظى بشعبية كبيرة في جمهورية التشيك.

## توأمات بلدية
تميز بلدية كروملوف بين التوأمات والصداقات.
لتشيسكي كروملوف شراكات توأمة مع المدن التالية:
- ألمانيا هاوتسنبيرغ
- أوكرانيا كالوش
- المملكة المتحدة لانورتيد ويلز [الإنجليزية]‏
- الولايات المتحدة ميامي بيتش
- إيطاليا سان جيميانو
- سلوفينيا سلوفني غراديك
- النمسا فوكلابروك

وترتبط البلدة بصداقات مع المدن التالية:
- بيرو كوسكو
- كرواتيا دوبروفنيك
- إستونيا كورسياري
- النمسا لينز

## أعلام
- آنا كرومي (1940-2021) رسام ونحات تشيكية
- فرانز وولف (1907-1999)، سياسي نازي ألماني
- ماريك بير، (لاعب كرة طائرة تشيكي)
- كونيغوندا من سلافونيا (1245 - 9 سبتمبر 1284)، ملكة بوهيميا
- بيتر إيبين (1929-2007) ، ملحن تشيكي، أمضى طفولته ومرحلته المدرسية كروماو

- ستيفان كروميناور (1400-1461) ، عامل بناء ألماني
- ياكوب هورتسيشكي، (1575–1622) ، طبيب وصيدلي وكيميائي
- أوربان ويبر (1599–1659) ، 1628–159 أبوت أدمونت
- ماتياس جوتر (1666) ، عميد دير القديس فلوريان
- أوزوالد نيومان (1751-1801) ، رئيس دير هوهنفورث
- جوزيف كارل أمبروش (1759-1822) ، مؤلف وموسيقي
- فيليكس برينز (يُدعى فورست) تسو شوارزنبرج (1800-1852) ، رجل دولة نمساوي ودبلوماسي وضابط
- فرانز ستارك (1818-1880) ، عالم فقه اللغة وعضو في الجمعية الوطنية في فرانكفورت
- إرنست والدبرون (1907-1977) ، ممثل نمساوي وفنان ملهى
- كارل ريحا (مواليد 1935) عالم أدبي وناقد وكاتب ألماني
- بيتر موك (1965-2010) ، مغني وموسيقي تشيكي
- يان ماتورا (مواليد 1980) ، لاعبي التزلج على الجليد والرياضي الشمالي المشترك

## اقرأ أيضاً
- مقاطعة تشيسكي كروملوف